# Gustav Mandelmann
Gustav Carl Arne Mandelmann, tidigare Grundholm, född 2 april 1965 i Lidingö församling i Stockholms län, är en svensk bonde, författare och TV-programledare, känd från Mandelmanns gård.

## Biografi
Gustav Mandelmann växte upp i Lidingö och Hjorted i Västerviks kommun som son till konsulenten Hans Grundholm (1926–2012) och småskolläraren Ann-Kathrin, ogift Widborg (1923–2019). Han studerade inledningsvis på läkarlinjen och blev medicine kandidat, men avbröt medicinstudierna och läste trädgårdsodling på Säbyholm i Upplands-Bro kommun samt studerade till journalist. Han bedrev också konststudier på Gerlesborgsskolan i Bohuslän, där han och sedermera hustrun träffades. Han hette under många år Grundholm, men återtog i vuxen ålder föräldrarnas tidigare namn Mandelmann.
År 1992 gifte han sig med Marie Sköld, född 1964. Tillsammans driver paret ekologiskt jordbruk på Mandelmanns trädgårdar som ligger i Rörums socken i Simrishamns kommun i Skåne.
Makarna Mandelmann gör sedan 2017 TV-programmet Mandelmanns gård i TV4 och vann kategorin Årets TV-personlighet i Kristallen 2017. De var julvärdar i TV4 på julafton 2017. Den 27 juni 2018 debuterade Gustav Mandelmann tillsammans med Marie Mandelmann som sommarpratare i Sveriges Radio.